# Laomedia barronensis
Laomedia barronensis is een tienpotigensoort uit de familie van de Laomediidae. De wetenschappelijke naam van de soort is voor het eerst geldig gepubliceerd in 1997 door Ngoc-Ho & Yaldwyn.